# Thomas Douglas (hrabia)

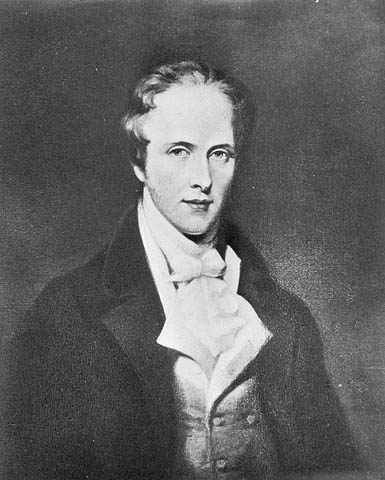
Thomas Douglas

Thomas Douglas (ur. 20 czerwca 1771, zm. 8 kwietnia 1820) – szkocki arystokrata, 5. hrabia Selkirk (5th Earl of Selkirk).
Thomas Douglas należał do śmietanki arystokratycznej Wielkiej Brytanii. Studiował na uniwersytecie w Edynburgu nauki humanistyczne i prawo. Gdy w 1792 odbył podróż po terenach swego ojca, Czwartego Earla Selkirk, zapoznał się z ciężkimi warunkami bytowymi tysięcy małorolnych lub całkowicie pozbawionych ziemi chłopów, cierpiących nędzę. Szukając rozwiązania problemu przeludnienia wsi i związanej z tym powszechnej biedy, wysunął koncepcję zorganizowanej, sponsorowanej przez państwo emigracji do amerykańskich kolonii. Wynikiem tego było zorganizowanie dwóch programów osiedleńczych: jednego na tereny w okolicach Sault Ste. Marie (Ontario) (która nigdy nie doszła do skutku) oraz zakończonej pełnym sukcesem na Wyspę Księcia Edwarda.
W 1805 Douglas, bazując na swych przemyśleniach i doświadczeniach, napisał książkę Observations on the present state of the Highlands of Scotland, with a view of the causes and probable consequences of emigration. Książka bardzo źle przyjęta przez brytyjską służbę kolonialną, kształtująca politykę emigracyjną, stała się rozchwytywaną pozycją wśród niezależnej opinii publicznej. Douglas stał się jedną z najbardziej znanych i najpopularniejszych postaci swego czasu w Wielkiej Brytanii. Popularność stała się przepustką do polityki i londyńskich wyższych sfer. W 1807 został powołany do Izby Lordów. Został też członkiem elitarnych towarzystw Royal Society i Alfred Club.
W czasie swej podróży po Ameryce Północnej w 1808, w czasie której odwiedził Halifax, Boston, Montreal i Toronto, osobiście zapoznał się z możliwościami emigracji do Ameryki. W czasie spotkania z przedstawicielami Kompanii Zatoki Hudsona zawarł umowę na utworzenie kolonii w dolinie rzeki Red River, w dzisiejszej Manitobie. Blisko 300 tysięcy kilometrów kwadratowych ziemi, tzw. Koncesja Selkirka, została nabyta przez niego za symboliczną sumę dziesięciu szylingów. Od 1811 na tereny koncesji zaczęli napływać szkoccy koloniści. Douglas pozostał protektorem kolonii, reprezentując ją w sądach w czasie sporów prawnych z kompaniami Zatoki Hudsona i Północno-Zachodniej.